# Theodoros Stamos
Theodoros Stamos (Grieks: Θεόδωρος Στάμος) (New York, 31 december 1922 - Ioannina, 2 februari 1997) was een Grieks-Amerikaanse kunstschilder. Hij was de jongste van de "Irascibles", de oorspronkelijke groep abstract-expressionistische schilders, waartoe onder meer Jackson Pollock, Willem de Kooning en Mark Rothko behoorden. Zijn betrokkenheid bij het Rothko-schandaal woog zwaar door op de latere jaren van zijn carrière. 

## Biografie

##### Afkomst
Hij werd geboren in de Lower East Side van Manhattan. Zijn ouders waren Griekse immigranten, zijn moeder kwam uit Sparta en zijn vader uit Lefkada. In Griekenland is hij ook gekend onder de naam Stamatelos, de oorspronkelijke Griekse familienaam van zijn vader.

##### Beeldhouwer
Met een studiebeurs die hij als tiener behaalde kon hij  gedurende drie jaar avondlessen beeldhouwkunst volgen in de American Artists School. Zijn leraar Joseph Solman, een lid van de groep "The Ten" waartoe ook Adolph Gottlieb en Mark Rothko behoorden, werd zijn mentor. Op voorstel van Solman bezocht Stamos in 1937 de "An American Place Gallery " van Alfred Stieglitz, waar hij kennis maakte met het werk van onder meer Arthur Dove en Georgia O'Keeffe. Op aanraden van Solman schakelde Stamos als autodidact over naar schilderen. In 1939 stopte hij volledig met beeldhouwen om zich uitsluitend aan de schilderkunst te wijden.

##### Lijstenmaker
Op het einde van de jaren dertig en begin jaren veertig oefende Stamos verschillende beroepen uit zoals drukker, bloemist, hoedenmaker en boekenverkoper. In de lijstenzaak "Herbert Benevy's Gramercy Art" aan East 18th Street, waar hij geruime tijd werkte, ontmoette hij leden van de Europese avant-garde, waaronder Arshile Gorky en Fernand Léger.

##### Betty Parsons
In 1943 kreeg hij van Betty Parsons een eerste solotentoonstelling in haar "Wakefield Gallery and Bookshop". Hij was toen 21 jaar. Parsons werd een belangrijke steun voor hem en bracht hem in contact met de kunstwereld van New York. Stamos zou tot 1957 regelmatig bij haar tentoonstellen.
Rond het midden van de jaren veertig werd hij een gevestigde waarde. Hij exposeerde onder andere jaarlijks van 1945 tot 1951 in het Whitney Museum, in 1947 in het Carnegie Institute en het Art Institute of Chicago en in 1948 in het Museum of Modern Art.
Zijn werken kwamen onder de aandacht van kunstverzamelaars en musea. De kunstverzamelaar Edward Wales Root kocht in 1945 zijn eerste van zijn 32 schilderijen van Stamos. Deze werken werden later ondergebracht in de collectie van het Munson-Williams-Proctor Institute. Het MoMa kocht Stamos' Sounds in the Rock in 1946.

##### Amerikaans modernisme
Zijn schilderijen uit de jaren veertig combineerden zachte aardetinten met biomorfische voorstellingen van geologische of organische vormen. Deze werken toonden de invloed van Athur Dove en sloten aan bij Stamos' interesse in in de mythische krachten van de natuur. Ze werden in 1947 tentoongesteld in de Betty Parsons Gallery onder de titel "The Ideographic Picture" ingeleid door Barnett Newman. Hiermee was Stamos één van de pionieers van het Amerikaans modernisme, een kunstrichting die een volledig onafhankelijke positie van de kunst beoogde. De kunstenaars ontkenden dat esthetiek de drijfveer was voor het maken van kunst. Hoewel hij als abstract schilder beschouwd wordt waren er in de werken van Stamos altijd subtiele verwijzingen naar het landschap, de zee of de Griekse mythen.
Stamos maakte veel reizen. In 1947 bezocht hij met de trein New Mexico en de Pacific Northwest. In 1948 kon hij van het schilderen zijn beroep maken. In 1948 en 1949 reisde hij naar Europa en bracht er zijn eerste bezoek aan Griekenland. Ook de volgende vier decennia zou hij blijven reizen. Hij kwam er in contact met vele vooraanstaande kunstenaars.

##### Abstract Expressionisme
Eind jaren veertig werd hij lid van The Irascible Eighteen, kortweg "The Irascibles",een groep abstracte schilders die protesteerde tegen het beleid van het Metropolitan Museum of Art met betrekking tot de Amerikaanse schilderkunst uit de jaren veertig. Van hen bestaat een iconische foto die in 1950 door de fotografe Nina Leen voor het magazine Life genomen werd. De leden waren Willem de Kooning, Adolph Gottlieb, Ad Reinhardt, Hedda Sterne, Richard Pousette-Dart, William Baziotes, Jimmy Ernst, Jackson Pollock, James Brooks, Clyfford Still, Robert Motherwell, Bradley Walker Tomlin, Theodoros Stamos, Barnett Newman,  Fritz Bultman, Hans Hofmann, Weldon Kees en Mark Rothko. Zij worden als de 'eerste generatie' abstract-expressionisten beschouwd.
Rond 1950 begon Stamos met een nieuwe benadering van de abstracte kunst. Geïnspireerd door het Verre Oosten maakte hij een serie kalligrafische werken, zijn "Tea House-schilderijen", die zich kenmerkten door lichte geometrische vormen en een beperkt kleurenpalet.  Later in de jaren vijftig werden de composities steeds eenvoudiger. Hij onderzocht de mogelijkheden van dunne lagen pigment die hij zorgvuldig bewerkte om diepte te creëren in zijn brede kleurvlakken. Net als Rothko maakte hij werken op groot formaat met kleurvlakken met zachte randen die in het canvas uitliepen. 
In 1950 kreeg Stamos een solotentoonstelling in de Phillips Gallery in Washington DC, bekend om haar collectie werken van Arthur Dove. Hij werd dat jaar door Life Magazine uitgeroepen als "een van de jonge kunstenaars van wie het werk de tweede helft van de twintigste eeuw in Amerika zou markeren". In 1951 ontving hij de Tiffany Fellowship en in 1956 een Fellowship van de American Academy of Arts and Letters en in 1959 de Brandeis Creative Arts Award. De tentoonstellingen volgden elkaar in snel tempo op.
In 1958 kon hij deelnemen aan "The New American Painting" een tentoonstelling in 8 landen georganiseerd door het Moma die het abstract expressionisme op de kaart zette als het Amerikaanse avant-garde.

##### Totale abstractie
Vanaf 1962 maakte hij zijn schilderijen in series, dikwijls onderverdeeld in subcategorieën. In de Sun-Box-serie, gestart in 1962, maakte hij geometrische voorstellingen met rechthoekige randen op een vlakke ondergrond. Ze bestonden hoofdzakelijk uit egale kleurvlakken elk met een andere tint. Deze werken waren een terugkeer naar de ideeën van de vroege jaren '50 en werden door de criticus Robert Pincus-Witten om deze reden als als tweederangs en creatieve verarming beschreven. Na 1971 maakte hij de Infinity Fields-serie. De werken uit deze serie neigden naar totale abstractie, enkel de kleur zorgde voor expressie. De subcategorie "Lefkada" van deze reeks was geïnspireerd op het Griekse eiland Lefkada waar Stamos van 1970 tot aan zijn dood het grootste deel van zijn tijd doorbracht na de Rothko-affaire. Hij maakte er ook de serie "Reds", 70 schilderijen die allemaal opgekocht werden door zijn vriend, de kunstverzamelaar Zacharias Portalakis, die met ongeveer 250 werken de grootste collectie van Stamos bezat.

##### Overlijden
Stamos stierf in 1997 in het Hatsikosta Hospital in Ionnani aan een longaandoening. Hij werd begraven in het dorp Tsoukalades op Lefkada.

## Docent
Stamos gaf les aan het Black Mountain College in Asheville North Carolina van 1950 tot 1954. Van 1955 tot 1975 doceerde hij aan de Art Students League of New York. Verder doceerde hij aan Bennington School of the Arts in Vermont, het  Hartley Settlement House in New York  en aan de Columbia University, School of Fine Arts in New York.

## Het Rothko-proces
In februari 1970 pleegde Mark Rothko zelfmoord. Hij werd begraven op het familiekerkhof van de familie Stamos in Long Island. Mark Rothko had in 1967 in een testament zijn vriend Stamos aangesteld als een van de drie executeurs van zijn nalatenschap, samen met de kunstverzamelaar en accountant Bernard Reis en de hoogleraar antropologie Morton Levine. Het grootste deel van de schilderijen van Rothko werd ondergebracht in een stichting waarvan zij de beheerders waren.
Iets meer dan een jaar na de zelfmoord in 1970 klaagde Kate, de dochter van Rothko, de beheerders van de nalatenschap en de Marlborough Gallery aan wegens schijnverkoop en fraude. Dit mondde uit in een rechtszaak die 10 jaar zou duren en een schandaal in de kunstwereld.
De beheerders van de nalatenschap hadden 798 schilderijen van Rothko verkocht aan de Marlborough Gallery voor 1,8 miljoen dollar en vervolgens nog eens 698 schilderijen aan een commissie van 50%, terwijl de gebruikelijke commissie 30% bedroeg. Deze verkopen bleken bovendien ver onder de werkelijke waarde te zijn gebeurd. De eigenaar van de Marlborough Gallery, Frank Lloyd, verkocht kort na de aankoop een grote hoeveelheid van deze werken met een winst van 800%.
Reis werd beschuldigd van verrijking omdat hij zowel de accountant was van de Rothko-familie als de Marlborough Gallery, terwijl Stamos ervan werd beschuldigd zijn akkoord voor deze transacties te hebben gegeven in ruil voor een zeer voordelig contract bij de Marlborough Gallery. Daarvoor was hij sinds 1958 verbonden aan de André Emmerich Gallery. Hij kreeg zijn eerste solotentoonstelling bij Marlborough in 1972.  
De verkoop van de schilderijen werd in 1975 nietig verklaard. Stamos werd beschuldigd van nalatigheid en schending van loyaliteit uit eigenbelang. Stamos, Reis en Frank Lloyd dienden een gezamenlijke vergoeding van 9,3 miljoen dollar terug te betalen aan de nalatenschap. Frank Lloyd betaalde de schadevergoeding, maar Stamos moest wel zijn aandeel in de juridische kosten vergoeden en diende hiervoor zijn woning in Manhattan, gebouwd door Tony Smith, over te dragen aan de nalatenschap, maar verkreeg wel een levenslange huurovereenkomst. Stamos verbleef evenwel nog slechts enkele maanden per jaar in New York, terwijl hij het grootste deel van het jaar in zijn huis op het eiland Lefkada in Griekenland woonde.   
Marlborough Gallery moest ook de resterende onverkochte schilderijen teruggeven. De helft van de schilderijen werd aan Rothko's kinderen Kate en later ook haar broer Christopher toebedeeld.   De andere helft keerde terug naar de Mark Rothko Stichting, waarvan de investeringsbankier en kunstverzamelaar Donald M. Blinken tot beheerder werd benoemd.
Onmiddellijk na het einde van het proces in 1975 deed Stamos een schenking van 45 van zijn schilderijen aan de National Gallery of Athens  waardoor hij algemene bekendheid in Griekenland kreeg en als een van de grootste kunstenaars van Griekenland wordt beschouwd.
De Rothko-zaak kwam ten goede aan de reputatie van Rothko, maar bracht ernstige schade toe aan de reputatie van de  Marlborough Gallery en aan Stamos. Stamos werd in een paria in de New-Yorkse kunstwereld. Topgalerijen wilden zijn werk niet langer vertegenwoordigen. Dit had tot gevolg dat verzamelaars geen vertrouwen meer hadden in de waarde en waardevastheid van zijn werken. Hierdoor kregen de werken lage schattingen en werden ze als tweede- of derderangs expressionisme beschouwd. Een docudrama van de BBC met de titel "The Rothko Conspiracy" in 1983, dat zowel in Engeland als de Verenigde Staten werd uitgezonden rakelde de gebeurtenissen nog eens op. Hij diende een schadeclaim van 5 miljoen dollar in tegen de BBC, maar verloor het proces.
In 1983 vormde een beperkt aantal hoofdzakelijk Europese verzamelaars van het werk van Stamos een groep met de naam "The Circle of Friends of Theodoros Stamos" om het werk van Stamos te promoten. Deze actie had weinig succes.

## Musea
Zijn werk werd aangekocht door meer dan 50 belangrijke musea en publieke collecties, zoals de Albright-Knox Gallery in Buffalo (New York), het Detroit Institute of Art in Michigan, het Tel Aviv Museum in Israël, de Art Gallery of Ontario in Toronto, het Hirshhorn Museum en Sculpture Garden in Washington het Guggenheim Museum, Metropolitan, het Museum of Modern Art en het Whitney Museum in New York.